# Renault (tractor)

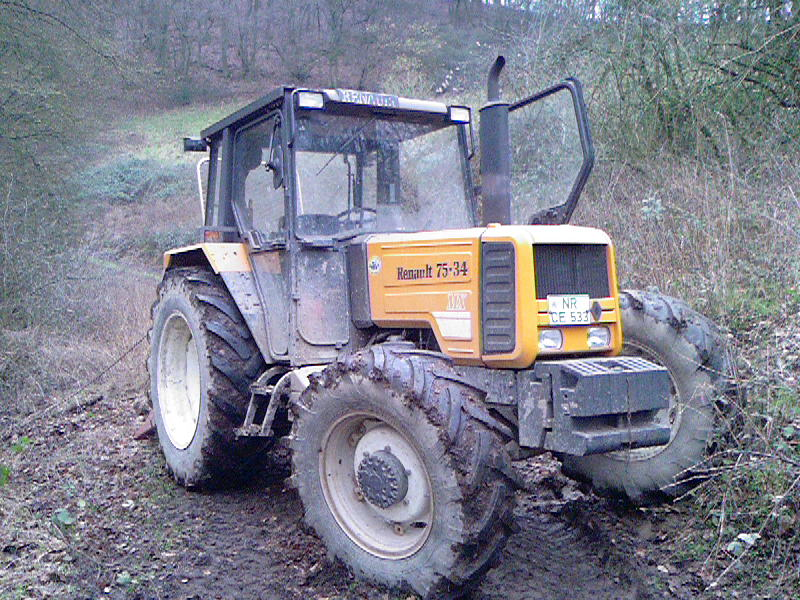
Renault 75-34

Renault is een Frans bedrijf dat sinds 1919 tractoren bouwde, al is het bekender van zijn auto's. In 2004 nam het Duitse Claas een meerderheidsbelang in de tractorfabrikant. Sindsdien worden de tractoren gemaakt onder het merk Claas.
De tractoren van Renault zijn vanaf 1985 vrijwel allemaal herkenbaar aan de oranje kleur.
- 1919 - De eerste Renault-tractor, type GN, werd gemaakt. Gebaseerd op een Caterpillar, had hij een 4,5 liter viercilindermotor. In totaal werden er 425 van gemaakt.
- 1950 - De productie verhuist naar een op de toekomst gerichte fabriek in Le Mans.
- 2004 - Renault werd overgenomen door het Duitse Claas, alleen in markten waar Renault een groot aandeel had blijft de naam in stand.
- 2005 - De naam Renault als tractormerk werd opgegeven. Vanaf nu dragen alle tractoren de naam Claas.

## Types
Renault heeft vele tientallen tractortypes gefabriceerd. De eerste serie met rupsbanden en vanaf 1921 met wielen. Vanaf 1946 werd een gestandaardiseerde typeaanduiding, bestaande uit een R gevolgd door vier cijfers in gebruik genomen. Het eerste van deze cijfers duidde aan of het ging om een benzinetractor (3) of een dieseltractor (7) ging. De overige cijfers gaven het chassis- en motortype aan. Vanaf 1956 werden de tractoren uitgebracht in drie verschillende spoorbreedtes, om zo te voldoen aan de eisen van de moderne boer: N (normaal), E (smalspoor) en V (wijnbouw). In 1963 werd de fabrieks namen van Porsche trekkers overgenomen en ontstonden de Renauld Junior, Standaard, super en Master. Tevens kreeg Renault het service pakket van alle bestaande trekkers Porsche trekkers. Dit alle vanwege een overeenkomst met de Duitse Firma Mannersman, eigenaar van de fabrikage van Porsche trekkers.
De latere series Renault-tractoren kenmerken zich door een hoge luxe-uitrusting.